# Adrie Lasterie
Aartje Elisabeth (Adrie) Lasterie  (Hilversum, 16 december 1943 - Naarden, 22 maart 1991) was een Nederlandse zwemster. Ze werd driemaal Europees kampioene, vijfmaal Nederlands kampioene en verbeterde verschillende Europese en Nederlandse records. Ook nam ze eenmaal deel aan de Olympische Spelen en won hierbij één medaille.  Ze is opgenomen in het boek 'Top 500 - beste Nederlandse sporters' (1999, Anton Witkamp & Leo van de Ruit).
Op het EK 1962 in Leipzig pakte ze een unieke dubbelslag, door zowel de 400 m vrije slag als de 400 m wisselslag te winnen. Een derde medaille won ze met het Nederlandse estafetteteam op de 4 × 100 m vrije slag. Hierna kwam ze niet meer op dit topniveau.
Twee jaar later nam ze op 20-jarige leeftijd deel aan de Olympische Spelen van Tokio. Hierbij kwam ze uit op de onderdelen 100 m vlinderslag, 400 m wisselslag en 4 × 100 m wisselslag. Op de 4 × 100 m wisselslag zwom ze in de series, omdat zij niet in de finale zwom ontving zij niet de zilveren medaille. Op de andere onderdelen sneuvelde ze in de eerste ronde.
In haar actieve tijd was ze aangesloten bij ZV Naarden.

## Titels
- Europees kampioene 400 m wisselslag - 1962
- Europees kampioene 400 m vrije slag - 1962
- Europees kampioene 4 × 100 m vrije slag - 1962
- Nederlands kampioene 100 m vrije slag - 1961
- Nederlands kampioene 400 m vrije slag - 1961, 1962
- Nederlands kampioene 400 m wisselslag - 1962, 1963

## Palmares

### 100 m vlinderslag
- 1964: 4e series OS - 1.11,2

### 100 m vrije slag
- 1961:  NK - 1.03,7

### 400 m vrije slag
- 1961:  NK - 4.57,4
- 1962:  NK - 4.56,7
- 1962:  EK - 4.52,4

### 400 m wisselslag
- 1962:  NK - 5.37,5
- 1963:  NK - 5.41,2
- 1962:  EK - 5.27,8
- 1964: 3e series OS - 5.41,3

### 4 × 100 m wisselslag estafette
- 1964: () OS - 4.37,0

### 4 × 100 m vrije slag
- 1962:  EK - 4.15,10

## Records

### Nationaal record (korte baan)
| Afstand          | Tijd    | Plaats    | Datum             |
| ---------------- | ------- | --------- | ----------------- |
| 200 m vrije slag | 2:16:20 | Naarden   | 6 februari 1961   |
| 400 m vrije slag | 4:48:40 | Bremen    | 28 januari 1960   |
|                  | 4:45:10 | Malmö     | 16 september 1961 |
| 200 m wisselslag | 2:36.00 | Amsterdam | 5 november 1961   |
| 400 m wisselslag | 5:27:50 | Naarden   | 24 november 1961  |

### Nederlands record (lange baan)
| Afstand            | Tijd    | Plaats        | Datum            |
| ------------------ | ------- | ------------- | ---------------- |
| 200 m vrije slag   | 2:18.20 | Blackpool     | 26 augustus 1961 |
| 400 m vrije slag   | 4:52.40 | Leipzig       | 22 augustus 1962 |
| 400 m wisselslag   | 5:33.10 | 's-Gravenhage | 29 juli 1962     |
|                    | 5:27.80 | Leipzig       | 25 augustus 1962 |
| 4×100 m vrije slag | 4:15.10 | Leipzig       | 25 augustus 1962 |

### Europees record (lange baan)
| Afstand            | Tijd    | Plaats        | Datum            |
| ------------------ | ------- | ------------- | ---------------- |
| 200 m vrije slag   | 2:18.20 | Blackpool     | 26 augustus 1961 |
| 400 m wisselslag   | 5:33.10 | 's-Gravenhage | 29 juli 1962     |
|                    | 5:27.80 | Leipzig       | 25 augustus 1962 |
| 4×100 m vrije slag | 4:15.10 | Leipzig       | 25 augustus 1962 |

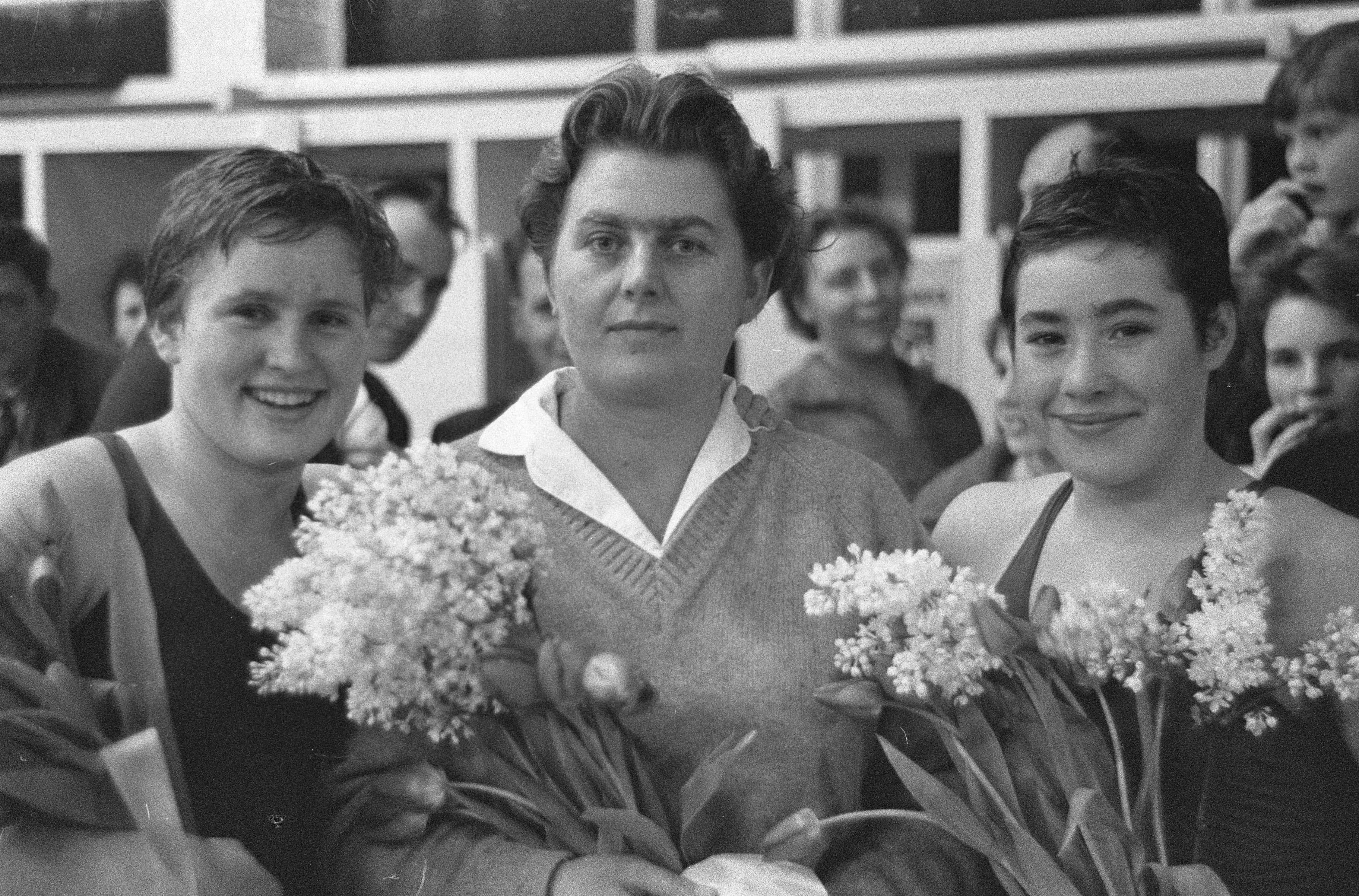
Adrie Lasterie met M. Heemskerk en W. van Breukelen in 1961
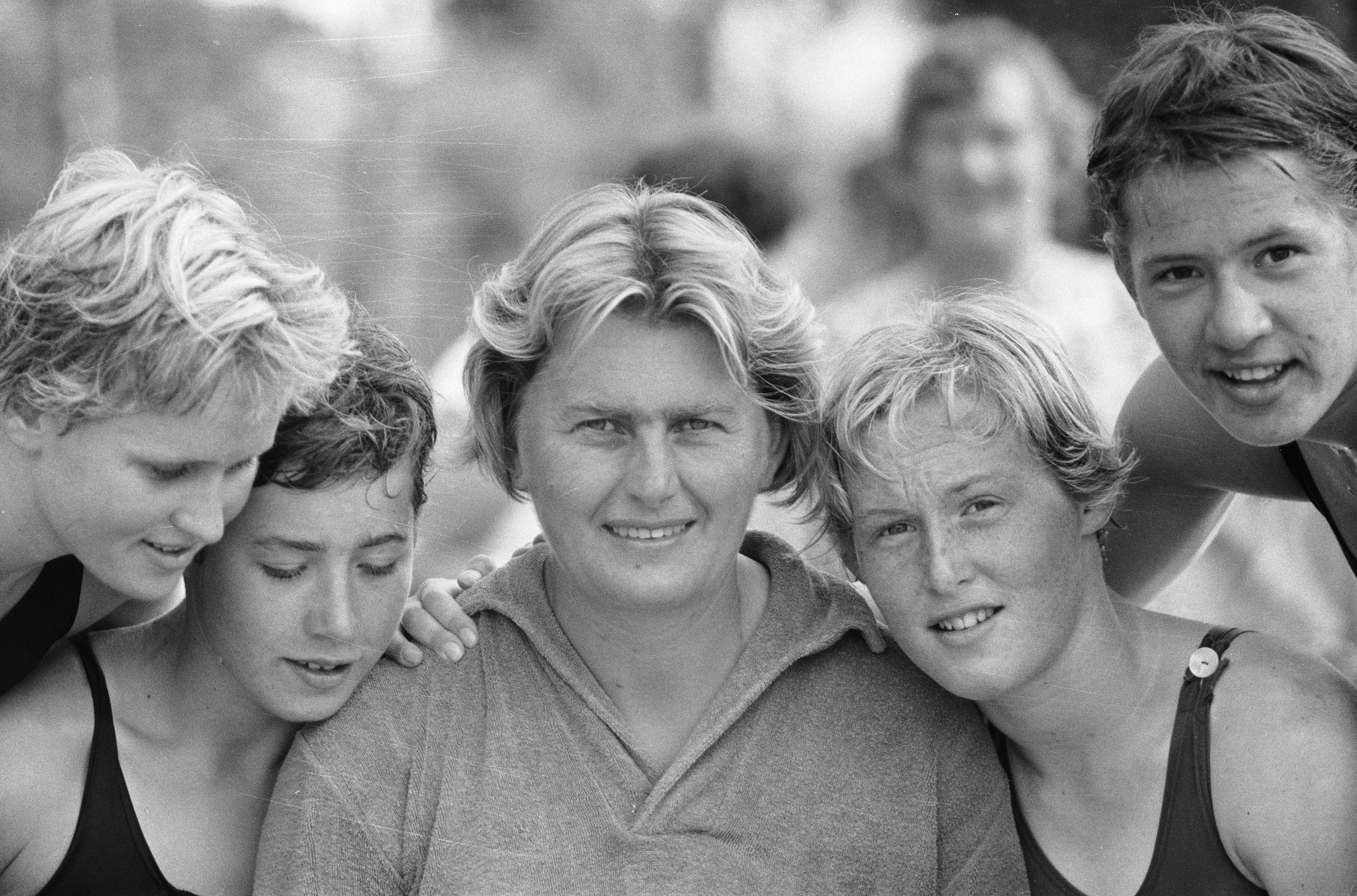
estafetteploeg tijdens de Nederlandse zwemkampioenschappen te Apeldoorn (1960)
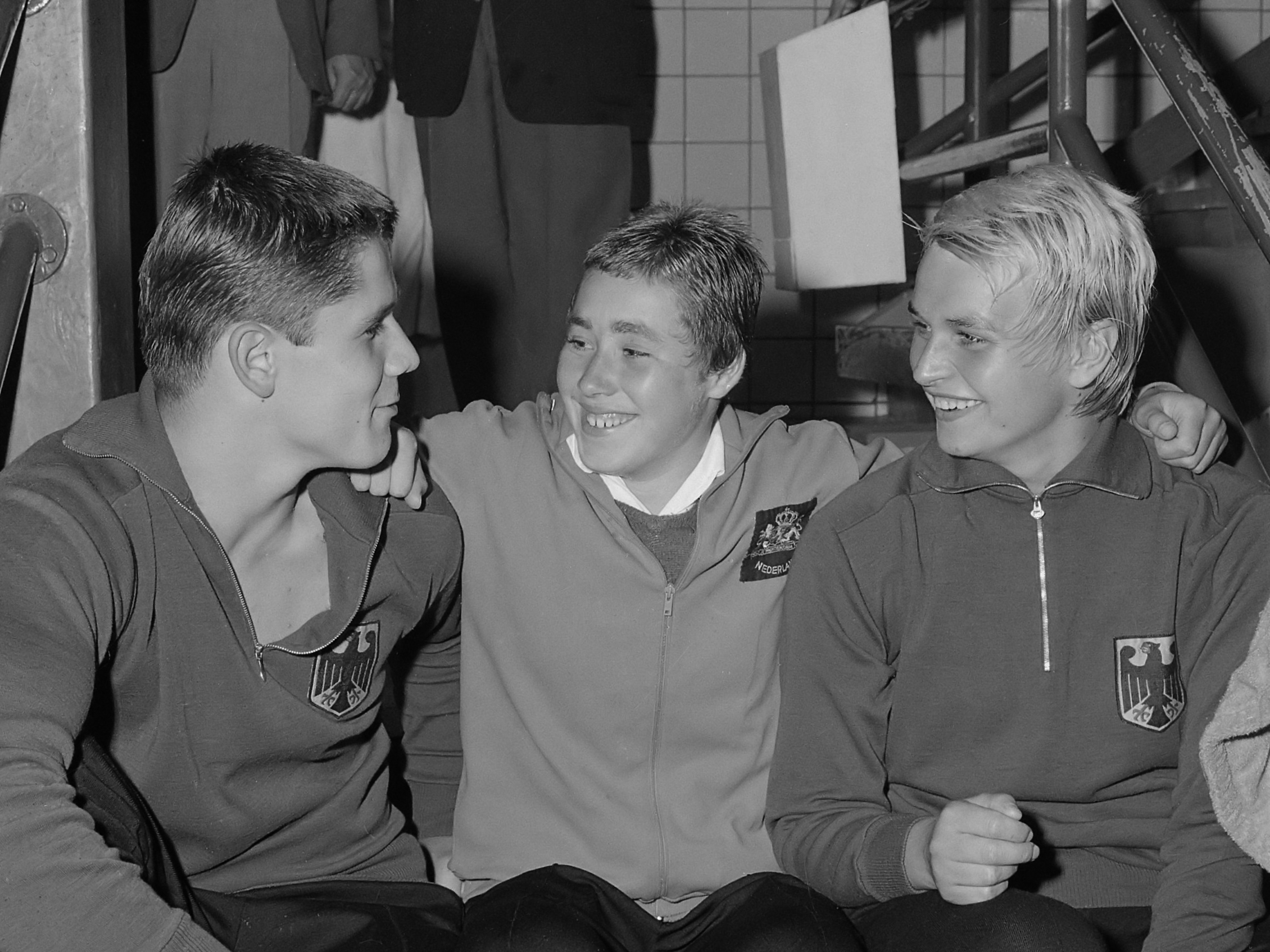
Eurovisie zwemwedstrijden te Rotterdam, v.l.n.r. Küppers, Adrie Lasterie en Wiltrud Urselmann
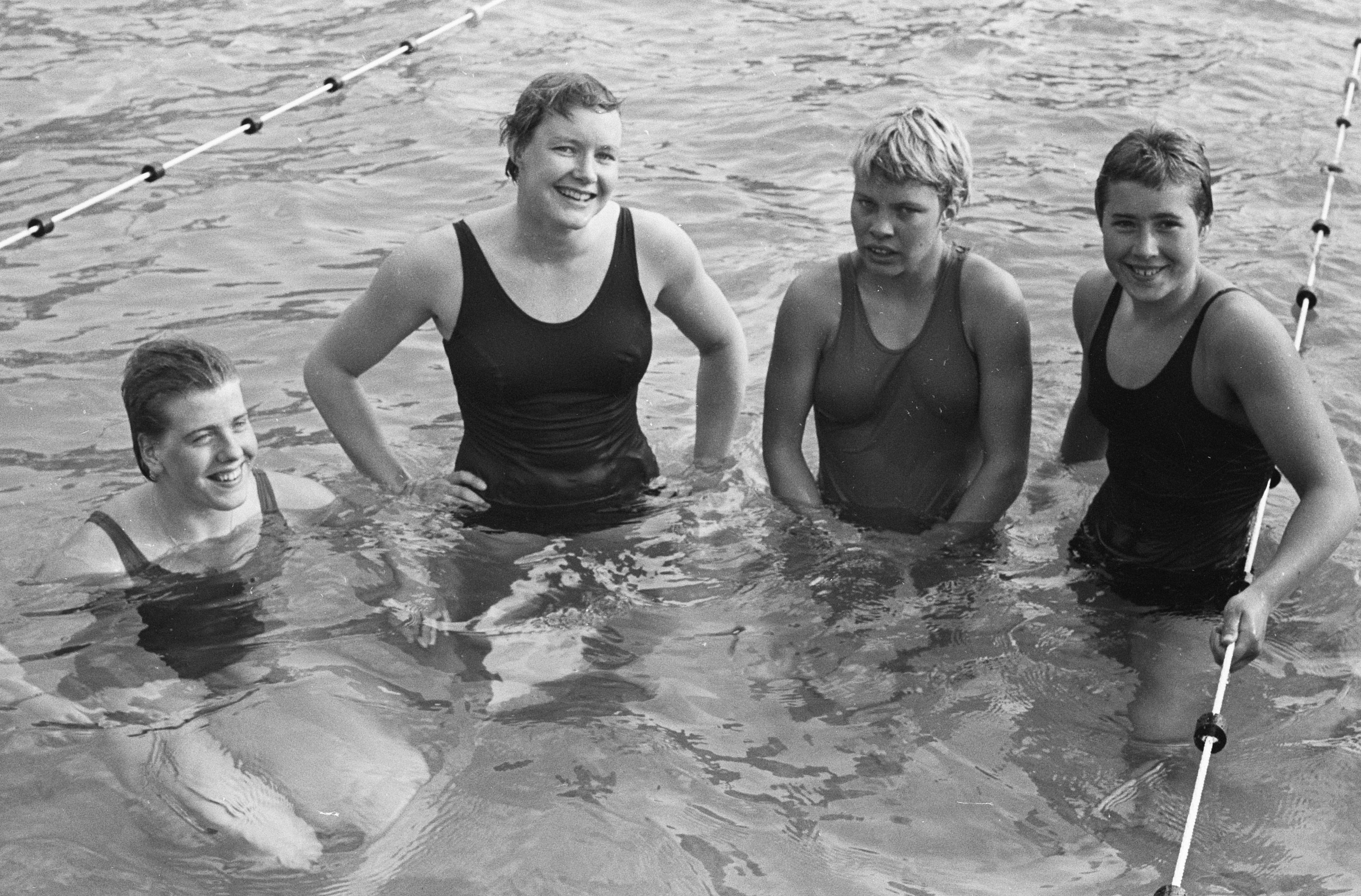
Adrie Lasterie met Pauline van der Wildt, Cocky Gastelaars en Ineke Tigelaar in 1962.jpg
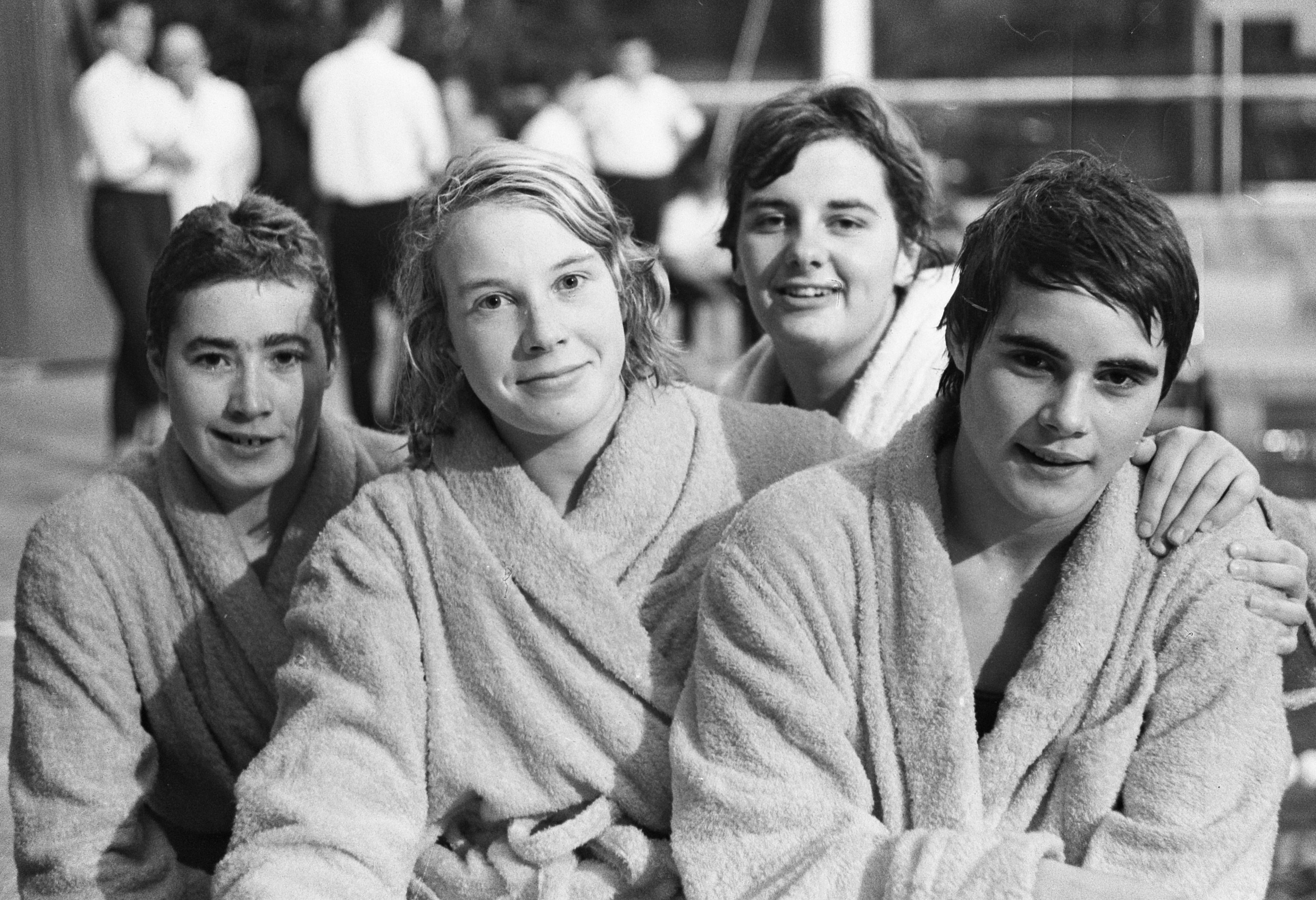
Adri Lasterie, Fineke Winkel, Erica Terpstra en Toos Beumer (1963)
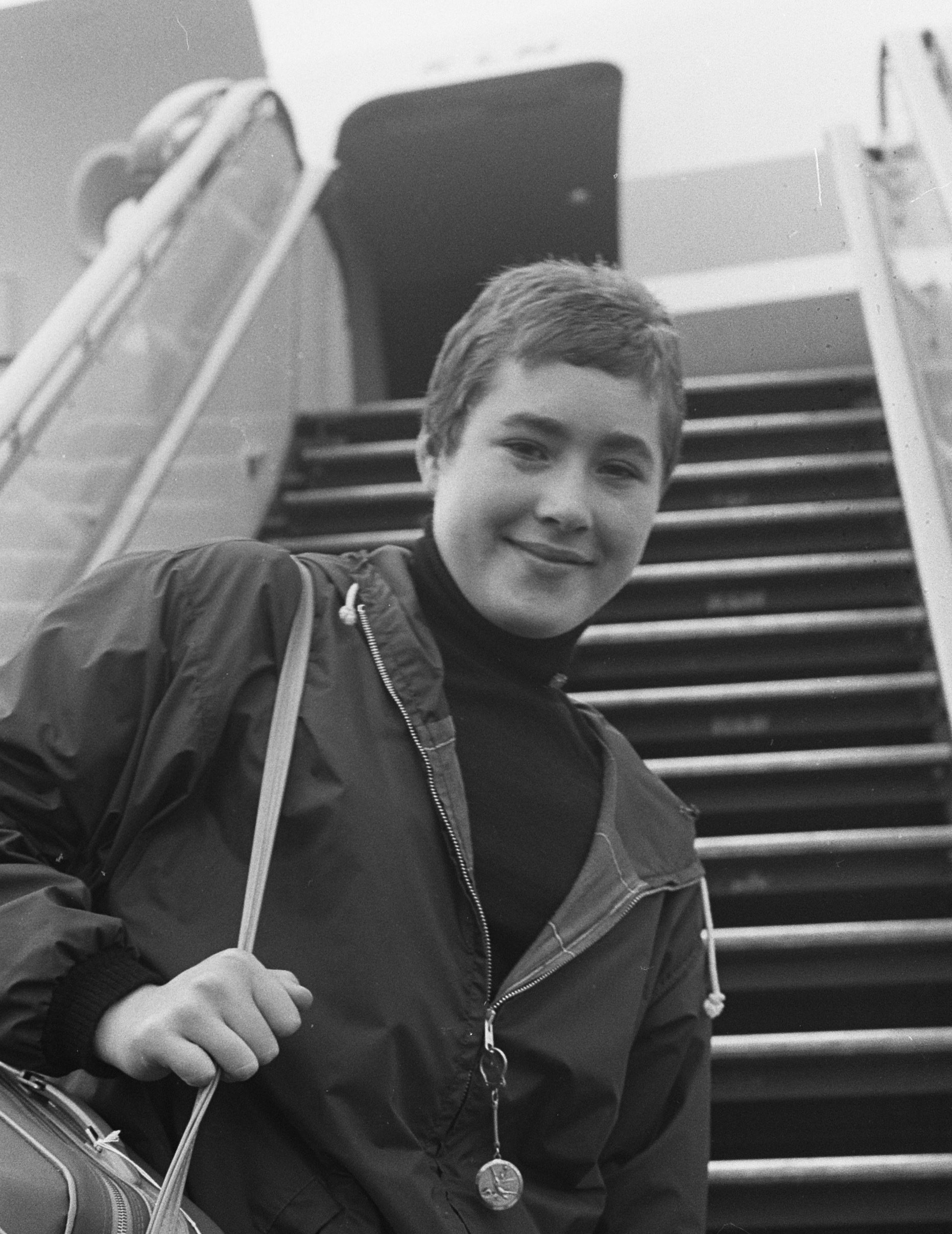
Adrie Lasterie in 1962
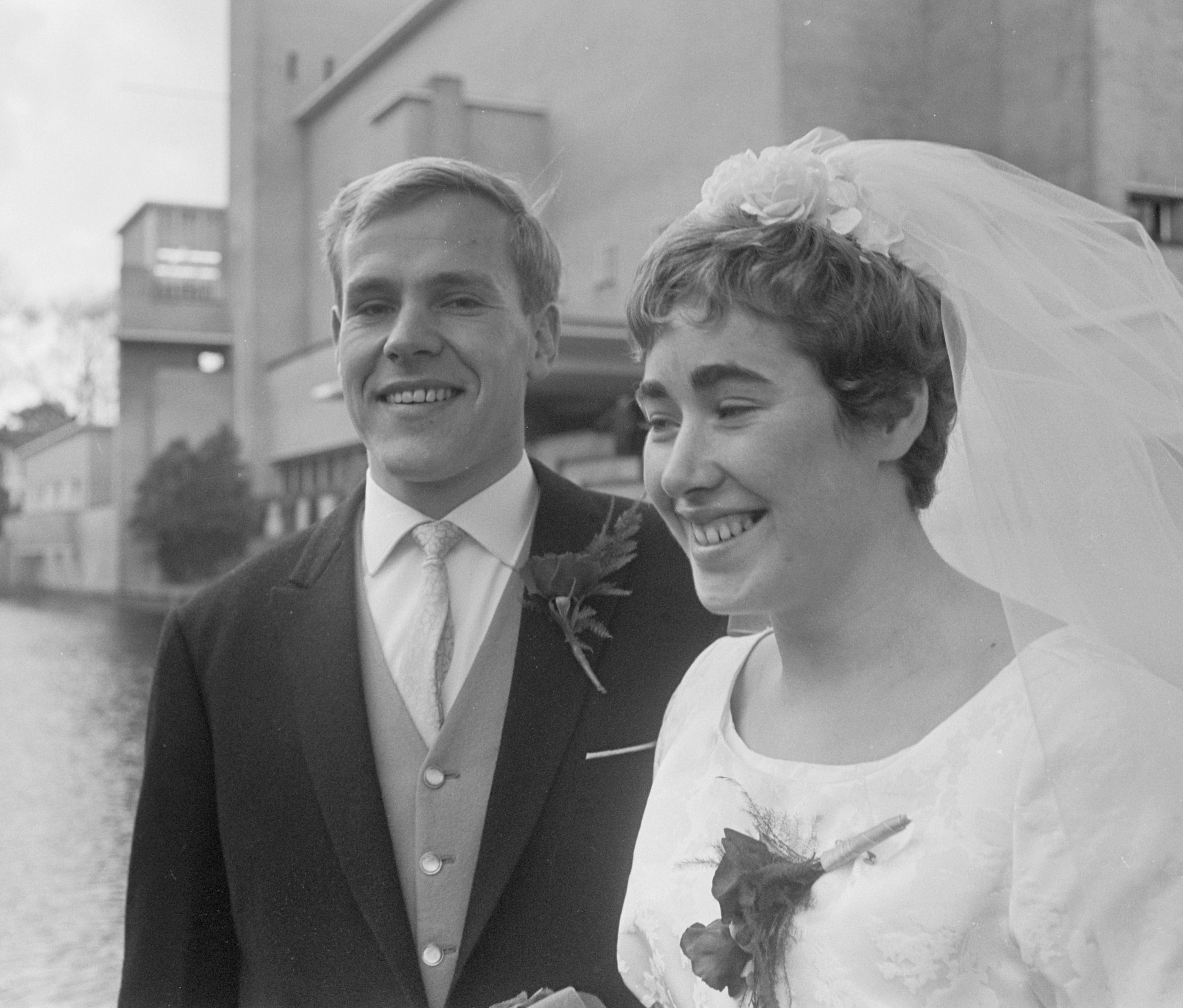
Huwelijk tussen zwemster Adrie Lasterie en wielrenner Cor Rutgers te Hilversum